# Кароліна Кусек
Кароліна Кусек (нар. 1940 р., Тернопіль) — вроцлавська поетеса, журналістка, автор епіграм, афоризмів, крилатих виразів і текстів пісень. Випускниця музичної школи у Вроцлаві (клас скрипки), факультету полоністики Вроцлавського університету, а також Академії спеціальної педагогіки ім. Марії Гжегожевської у Варшаві. Працювала у видавництві Національної бібліотеки ім. Оссолінських у Вроцлаві, а згодом журналісткою в газетах «Słowo Polskie» та «Słowo Powszechne».
Дебютувала 1970 року віршем «А киш, ракето!» («A sio rakieto!») у журналі «Miś». 1982 року була опублікована збірка поезії для дітей «Соняшникові нотки» (,,Słonecznikowe nutki"). Авторка 26 поетичних книжок, передусім для дітей і про дітей: «На Землі і вище» (,,Na Ziemi i wyżej"), «Прогулянка полем» (,,Spacerkiem przez pole"), «Барви літа» (,,Barwy Lata"), «Твої слова» (,,Twoje słowa"), «З бабусею за руку» (,,Z babcią za rękę"), «Мої пейзажі» (,,Moje Krajobrazy"), «Намальоване сонцем» (,,Malowane Słońcem"), «Картинки з нашого дитинства» (,,Obrazki z naszego dzieciństwa"), «У сторону сонця» (,,W stronę słońca"), «Чорнильним шляхом» (,,Atramentowym szlakiem"), «За голосом серця» (,,Za głosem serca"), «Між світанком і смерком» (,,Pomiędzy świtem a zmierzchem"), «Я охопила поглядом світ дитини» (,,Objęłam spojrzeniem świat dziecka"), «Діти Марса» (,,Dzieci Marsa") та інших.
Кароліна Кусек є авторкою віршованого варіанта «Лускунчика» за Гофманом, написаного для прем'єри балету у Вроцлавському оперному театрі. Також їй належить драма «Таємнича тінь» (,,Tajemniczy cień").
Кароліна Кусек — велика захисниця прав дітей, оскільки, на її думку, ДИТИНА — це найбільша цінність та надія, тому до малюків слід ставитися з повагою, забезпечити їм гідне дитинство, дарувати любов і можливість усебічного розвитку. Її поезія сфокусована на внутрішньому житті дитини, її відчуттях та емоціях. Важливим елементом творчості письменниці є вміння показати світ очима дитини, часто відмінний від того, яким сприймають його дорослі. У багатьох віршах авторка згадує воєнні роки і страшенну трагедію дітей.
Творчість Кароліни Кусек — це своєрідний заповіт пам'яті та послання майбутнім поколінням. За допомогою художніх прийомів поетеса апелює до дорослих, аби вони звернули увагу на проблеми і драматичні долі дітей у сучасному світі. У своїй поезії авторка звертається також до дітей, стараючись спрямувати їхню увагу на красу, міцність і водночас делікатність світу, гармонію та мудрість законів природи, невід'ємною частиною якої є людина.
Багато її творів були опубліковані у польських педагогічних журналах, центральній і регіональній пресі, а також у збірках поезії для дітей та підручниках для шкіл і дитсадків.
Вірші Кароліни Кусек перекладалися багатьма мовами, зокрема англійською, китайською, чеською, есперанто, французькою, іспанською, німецькою, російською, українською, італійською тощо.
Кароліна Кусек отримала низку відзнак: нагороду органічної праці ім. Марії Конопницької, літературну премію ім. Климента Яницького, статуетку «Фенікс» — нагороду імені польського експресіоніста Тадеуша Міцинського, срібну медаль Labor Omnia Vincit («Праця усе перемагає») від Товариства ім. Іполіта Цегельського, а також приз Homer — Європейську медаль у галузі поезії та мистецтва (Homer European Medal of Poetry and Art). Вона є багаторазовою лауреаткою конкурсу «Впливова жінка Нижньої Сілезії» та фіналісткою конкурсу «Особистість року 2017». 2018 року Кароліна Кусек посіла III місце у конкурсі «Двадцять найвпливовіших жінок Нижньої Сілезії». Він був організований тільки для представників ЗМІ (головних редакторів, редакторів відділів, журналістів, критиків, експертів і фоторепортерів).
Ось уже багато років у школах і бібліотеках по всій країні проводять літературні конкурси ім. Кароліни Кусек, а також художні виставки та спектаклі за мотивами творчості поетеси.

## Твори
- Słonecznikowe nutki, 1982
- Na Ziemi i wyżej
- Spacerkiem przez pole
- Barwy Lata
- Twoje słowa
- Z babcią za rękę
- Moje krajobrazy
- Malowane słońcem
- W stronę słońca
- Obrazki z naszego dzieciństwa
- Pomiędzy świtem a zmierzchem
- Atramentowym Szlakiem
- Za głosem serca
- Objęłam spojrzeniem świat dziecka
- Taniec Czasu
- Pomiędzy Tęczą a błotnym kamieniem
- Tajemniczy Cień — baśń sceniczna
- Gdy oniemieli wieszcze
- Ty jesteś moim słońcem
- Dzieci Marsa